# Notopleura cundinamarcana
Notopleura cundinamarcana är en måreväxtart som beskrevs av Charlotte M. Taylor. Notopleura cundinamarcana ingår i släktet Notopleura och familjen måreväxter. Inga underarter finns listade i Catalogue of Life.